# Lethenteron zanandreai
The Lombardy lamprey (Lethenteron zanandreai) là một loài cá thuộc họ Petromyzontidae. Nó được tìm thấy ở Croatia, Ý, and Slovenia. Các môi trường sống tự nhiên của chúng là sông and freshwater spring. Nó bị đe dọa do mất môi trường sống.